# گولم (فیلم ۱۹۱۵)
گولم (آلمانی: Der Golem) فیلمی در ژانر ترسناک و فانتزی است که در سال ۱۹۱۵ منتشر شد.
از معروف‌ترین فیلم‌های صامت آلمانی محسوب می‌شود. فیلم گولم نگاهی دارد به یهودیان ساکن پراگ در قرن ۱۶ میلادی که با ظلم و سرکوب روبرو هستند. آنان می‌کوشند تا مجسمه گلی غول‌آسایی به نام "گولم" را زنده کنند تا جلوی ستم را بگیرد. این فیلم از نخستین آثار سینمایی است که رنج و پیگرد یهودیان را روایت می‌کند.